# Bilarsk
Bilarsk (ros. Билярск) – wieś (sieło) w Rosji, w Tatarstanie, w rejonie aleksiejewskim. W 2010 liczyła 2204 mieszkańców.